# 基里維納島

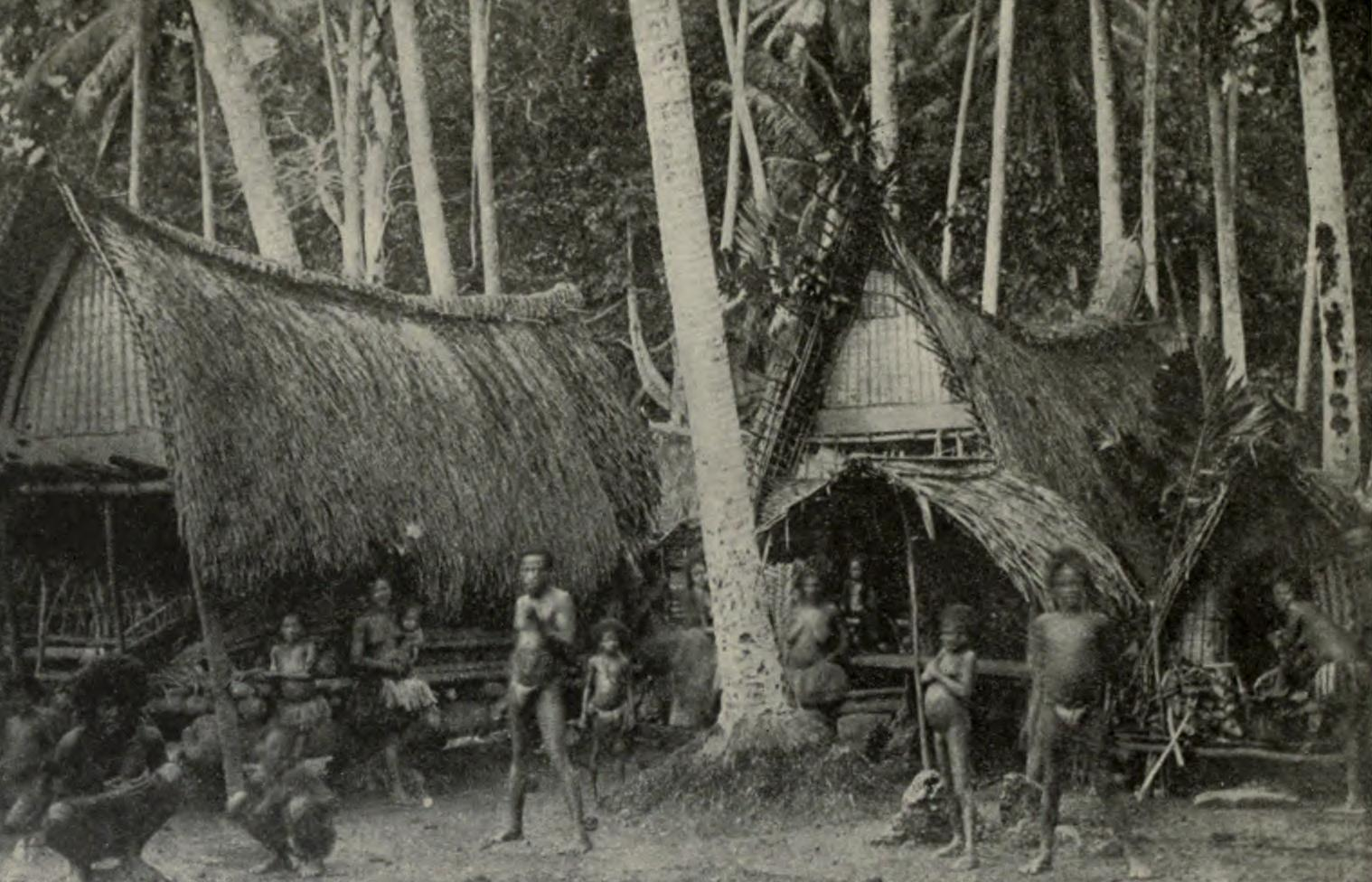
基里維納島上的村落，1899年

基里維納島是巴布亞新畿內亞米爾恩灣省的島嶼，位於所羅門海，是特羅布里恩群島最大的島嶼，長45公里、寬16公里，面積290.5平方公里，最高點海拔高度30米。

## 外部連結
- pacificwrecks.com （页面存档备份，存于）